# Ministarsko vijeće Crne Gore
Ministarsko vijeće Crne Gore (izvorno: Ministarski savjet Crne Gore) imalo je ulogu vlade Kraljevine Crne Gore. Ministarsko je vijeće ustrojeno 1879. u prijestolnom Cetinju, a prestalo je stvarno biti djelatno koncem 1921. u Rimu, gdje se (nakon što je Kraljevina Srbija anektirala Kraljevinu Crnu Goru) nalazilo u egzilu.

## Ministarstva
Ministarsko se vijeće sastojalo od šest resora:
1. Ministarstvo obrane (izvorno: Ministarstvo vojno)
2. Ministarstvo inozemnih poslova
3. Ministarstvo pravosuđa
4. Ministarstvo prosvjete i crkvenih poslova
5. Ministarstvo unutarnjih poslova
6. Ministarstvo financija i graditeljstva

## Premijeri 1879. – 1916.
- 1879. – 1905. - vojvoda Božo Petrović;
- 1905. - dr. Lazar Mijušković;
- 1906. – 1907. - Andrija Radović;
- 1907. – 1911. - dr. Lazar Tomanović;
- 1912. – 1913. - general Mitar Martinović;
- 1913. – 1915. - general Janko Vukotić (u dva mandata);
- 1915. – 1916. - dr. Lazar Mijušković.

### Egzil 1916.
Početkom 1916. kralj Nikola I. Petrović, nakon crnogorske vojne kapitulacije u Prvom svjetskom ratu napušta domovinu i odlazi u egzil, u Francusku. S Nikolom I. je otputovao dio Mijuškovićevog Ministarskog vijeća, dok su u domovini ostala trojica ministara.

## Premijeri 1916. – 1921.
- 1916. – 1917. - Andrija Radović (podnio je ostavku i stavio se u službu interesima Kraljevine Srbije);
- 1917. - Milo Matanović
- 1917. – 1918. - Evgenije Popović;
- 1919. – 1921. - Jovan Plamenac (sjedište je Mnistarskog vijeća iz Francuske premješteno u Italiju, u Rim);
- 1921. - general Milutin Vučinić.

Premijer Plamenac, jedan od inspiratora Božićne pobune, poveo je snažnu diplomatsku akciju (tijekom Versajske konferencije) u pokušaju da poništi nasilni razur crnogorske državne neovisnosti. Diljem Europe, a zatim u SAD-u i Argentini, osnovani su komiteti od stranih uglednika koji su vodili vrlo živu promidžbu za crnogorsku stvar. Paralelno s tim nastojanjima, organizirao je Plamenac logistiku za Crnogorsku vojsku u vojarnama na talijanskom teritoriju (Kave, Gaeta, Formia) odakle su postrojbe u tajnosti upućivane radi oružanih borbi protiv Vojske Kraljevine SHS u Crnoj Gori.
U ožujku 1921. umro je Nikola I. Na vladarskome prijestolu u egzilu nasljeđuje ga kraljica Milena Petrović, njegova supruga. Plamenac je dao ostavku 20. lipnja 1921., a kraljica Milena je ukazom 28. lipnja iste godine za premijera postavila generala Milutina Vučinića.
Tijekom mandata generala Vučinića, koncem 1921. godine, povučena su i posljednja veleposlanstva s crnogorskoga Dvora i/ili su pristigle note iz zemalja koje dotad još uvijek nisu priznavale Kraljevinu SHS da su to u međuvremeno učinile. Tako je Ministarsko vijeće Kraljevine Crne Gore izgubilo svaki međunarodno-pravni legitimitet.
General Vučinić umro je u kolovozu 1922., a Plamenac se 16. rujna iste godine proglasio premijerom, odbivši priznati kraljicu Milenu za legitimnoga namjesnika - vladara. No, kraljica je 23. rujna 1922. za premijera postavila generala Anta Gvozdenovića. Tako su u egzilu nastale dvije crnogorske vlade, ali njih nitko u svijetu nikada nije priznavao.

## Vanjske poveznice
- Crna Gora u egzilu